# Sara DeCosta-Hayes
Sara DeCosta-Hayes (née le 13 mai 1977 à Warwick, Rhode Island aux États-Unis) est une joueuse américaine de hockey sur glace qui évoluait dans la sélection nationale féminine en tant que gardienne de but.
Elle a remporté une médaille d'or olympique aux Jeux olympiques de Nagano en 1998 et une médaille d'argent aux Jeux olympiques de Salt Lake City en 2002.

## Biographie
Elle est diplômée de Toll Gate High School. DeCosta a été nommée par Université Brandeis comme une héroïne du sport juif contemporain.

## Statistiques

### En club
| Saison    | Équipe               | Ligue |                            | Saison régulière           | Saison régulière           | Saison régulière           | Saison régulière           | Saison régulière           | Saison régulière           | Saison régulière           |                            | Séries éliminatoires       | Séries éliminatoires       | Séries éliminatoires       | Séries éliminatoires       | Séries éliminatoires       | Séries éliminatoires | Séries éliminatoires |
| Saison    | Équipe               | Ligue | PJ                         | Min                        | BC                         | Moy                        | % Arr                      | Bl                         | Pun                        | PJ                         | Min                        | BC                         | Moy                        | % Arr                      | Bl                         | Pun                        |                      |                      |
| 1996-1997 | Friars de Providence | NCAA  | Statistiques indisponibles | Statistiques indisponibles | Statistiques indisponibles | Statistiques indisponibles | Statistiques indisponibles | Statistiques indisponibles | Statistiques indisponibles | Statistiques indisponibles | Statistiques indisponibles | Statistiques indisponibles | Statistiques indisponibles | Statistiques indisponibles | Statistiques indisponibles | Statistiques indisponibles |                      |                      |
| 1998-1999 | Friars de Providence | NCAA  | 28                         |                            |                            |                            |                            |                            |                            |                            |                            |                            |                            |                            |                            |                            |                      |                      |
| 1999-2000 | Friars de Providence | NCAA  | 30                         |                            |                            | 1,5                        | 94,6                       |                            |                            |                            |                            |                            |                            |                            |                            |                            |                      |                      |

### En équipe nationale
| Année | Équipe     | Compétition          |   | PJ | Min | BC   | Moy  | % Arr | Bl | Pun               |  | Résultat |
| 1998  | États-Unis | Jeux olympiques      | 3 |    |     | 1,59 | 87,5 |       |    | Médaille d'or     |  |          |
| 2000  | États-Unis | Championnat du monde | 3 |    |     | 2,33 | 88,3 |       |    | Médaille d'argent |  |          |
| 2001  | États-Unis | Championnat du monde | 2 |    |     | 0,5  | 97,5 |       |    | Médaille d'argent |  |          |
| 2002  | États-Unis | Jeux olympiques      | 3 |    |     | 1    | 94,8 |       |    | Médaille d'argent |  |          |

## Trophées et honneur personnel
- Meilleure joueuse américaine de Hockey sur glace féminin de l'année en 2000 et en 2002[2].
- Médaille d'or olympique de Hockey sur glace féminin en 1998 à Nagano.
- Médaille d'argent olympique de Hockey sur glace féminin en 2002 à Salt Lake City.